# Zöldkő

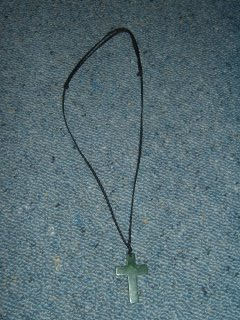
Zöldkőből készült nyaklánc

A zöldkő (greenstone) olyan, nem palás megjelenésű, zöld színű, általában finomszemcsés metamorf kőzet, mely kisfokú metamorfózison (T=300–500 °C, p=3–8kbar) ment keresztül.
Zöld színét a benne előforduló klorit, aktinolit, epidot és ritkábban pumpellyit okozza. Használható önálló kőzetnévként, vagy a benne előforduló ásványok megjelenése és mennyisége alapján pontosabb kőzetnév is adható (például klorit-epidot szirt).

## Ásványos összetétele, genetikája
Általában bázisos magmás kőzetek regionális metamorfózisa révén keletkezik. Jellegzetes elegyrészei: aktinolit, klorit, epidot, albit.

## Rokon kőzetek
- zöldpala